# کینتور، قلمرو شمالی
کینتور (به انگلیسی: Kintore) یک شهرک در استرالیا است که در قلمرو شمالی (استرالیا) واقع شده‌است.